# Бюр, Ришар де
Риша́р де Бюр (фр. Richard de Bures; ум. 1245, Тверия) — великий магистр ордена тамплиеров в 1245—1247 годах.

## Биография
Возможно, Ришар лишь исполнял обязанности великого магистра тамплиеров, пока Арман де Перигор находился в египетском плену.
Есть сведения, что Ришар происходил от синьоров Бюр-сюр-Иветт (Иль-де-Франс). По другим данным, его фамильные земли располагались в округе Монбар (Кот-д’Ор), а его предками были местные бальи.
Прежде, чем Ришар взял на себя руководство орденом, он был в 1241 году кастеляном крепости-монастыря Цфат. В 1243 году он от имени ордена вел переговоры с султаном ас-Салих Исмаилом.
В 1244 году крестоносцы потерпели сокрушительное поражение от Айюбидов в битве при Форби. Великий магистр тамплиеров Арман де Перигор погиб или умер в плену. Поскольку большинство тамплиеров также погибли, вероятно, было трудно провести полноценное избрание нового главы ордена. В этой ситуации Ришар взял на себя исполнение обязанностей великого магистра до выборов нового руководителя. Его точный статус по сей день оспаривается исследователями.
Ришар де Бюр, вероятно, погиб в 1247 году в битве с египтянами близ Тверии.